# ۴۰۴ (میلادی)
۴۰۴ (میلادی) چهارصد  و چهارمین سال تقویم میلادی است.

## درگذشتگان
‎